# Efter Jesper
Efter Jesper är en svensk dramafilm från 2005 med regi och manus av Henry Chu. I rollerna ses bland andra Josefine Edenvik, Stefan Lövgren och Karin Bertling.

## Om filmen
Inspelningen ägde rum 2004 i trakten av Örebro med Hans Danneborn som producent och Hannes Isaksson som fotograf. Filmen klipptes av Chu och premiärvisades 28 oktober 2005 på Filmstaden i Örebro. Den hade dessförinnan förhandsvisats  den 19 oktober på Stora hotellet i samma stad. Sveriges Television visade filmen 2007 och 2010.

## Handling
Jesper har dött och detta förändrar livet för de människor runt omkring honom: hans flickvän Julia, vännerna, föräldrarna, kvinnan som tar över hans lägenhet, mannen som får hans jobb samt mannen han delade rum med på sjukhuset.

## Rollista
- Josefine Edenvik – Julia
- Stefan Lövgren – Martin
- Karin Bertling – Vera
- Viktor Friberg – Leif
- Sylwia Rakowska – Fanny
- Kajsa Wadström – Fannys mamma
- Mike Crawford	– Viktor
- Anki Lindqvist – Jespers mamma
- Anders Lindahl – Felix
- Mikael Riesebeck – Molle
- Hanne Liljeholm – Cattis
- Paul del Valle – Anders
- Christer Thunberg – Frank
- Malin Kairis – Nina
- Josefine Arenius – Paula